# 세운버스
세운버스(世運―)는 대구광역시 달서구 달서대로 117에 위치한 버스 회사로, 본사는 대천동공영차고지에 있다.

## 개요
- 1979년 12월 12일에 시내버스 운송면허를 취득하여 광림교통주식회사 라는 법인명으로 설립하였다.[1]
- 1982년 6월 세운버스자동차 주식회사로 상호를 변경했다.
- 2006년에 대명교통과 함께 달서구 대천동 공영차고지로 이전하였다.
- 주로 대구광역시 달서구 대곡지구에서 동구 동호동 공영차고지 금강동, 달서구 대천동 공영차고지에서 동구 봉무동 광남자동차 차고지, 달서구 성서공단에서 동구 신평동, 고령군 다산면, 성산면에서 상인동 일대를 순환하는 시내버스 노선을 운행하고 있다.
- 우주교통과 더불어 전 차량이 자일대우 BS를 이용했으며, 저상버스도 자일대우버스를 이용했었다.
- 2011년 1월에 508번의 경상버스 지분을 사면서, 이 노선을 운행하던 경상버스 차량 일부가 넘어오게 되었다.
- 현재 법인은 대구지방법원에 회생절차 진행 중이다.
- 대구광역시 최후이자 회사 최후로 BS106 로얄 시티를 운행했던 업체이다.

## 차고지
- 대구광역시 달서구 대천동 759번지 공영차고지

## 노선
| 노선번호  | 운행경로 기점 ↔ 중간경유지 ↔ 종점  | 운행경로 기점 ↔ 중간경유지 ↔ 종점 | 운행경로 기점 ↔ 중간경유지 ↔ 종점 | 운행대수           | 비고          |
| --------- | ---------------------------------- | --------------------------------- | --------------------------------- | ------------------ | ------------- |
| 급행8번   | 달성군 구지면 내리 달성2차산업단지 | 달성군 유가읍 봉리 유가읍사무소   | 서구 상리동 위생처리장            | 4                  | 현대교통 공배 |
| 급행8-1번 | 달성군 유가읍 유곡리공영차고지     | 달성군 현풍읍 중리 포산고등학교   | 달서구 진천동 진천역              | 3                  | 세한여객 공배 |
| 급행10번  | 달서구 대천동 대천동공영차고지     |                                   | 동구 동호동 반야월역              | 4 (저상 2)         | 세진교통 공배 |
| 623번     | 달성군 논공읍 금포리               | 서구 평리3동 서구청               | 북구 검단동 성보교통              | 11 (저상 9)        | 성보교통 공배 |
| 726번     | 북구 동호동 영진교통               | 서구 비산7동 북부정류장           | 달서구 대곡동공영차고지           | 14 (저상 11)       | 동명교통 공배 |
| 달서5번   | 달서구 대곡동 대곡동공영차고지     | 달서구 죽전동 죽전역              | 달서구 신당동 계명대학교동문      | 2 (저상 2 전 차량) | 남도버스 공배 |
| 예비차    |                                    |                                   |                                   | 2                  | 단독운행      |
| 6종       |                                    |                                   |                                   | 42대               |               |

## 보유 차종

#### 자일대우버스
- 자일대우 NEW BS106
- 자일대우 NEW BS110

#### 현대자동차
- 현대 뉴 슈퍼 에어로시티
- 현대 저상 뉴 슈퍼 에어로시티
- 현대 일렉시티

#### 범한자동차
- 범한 E-STAR 11

## 갤러리

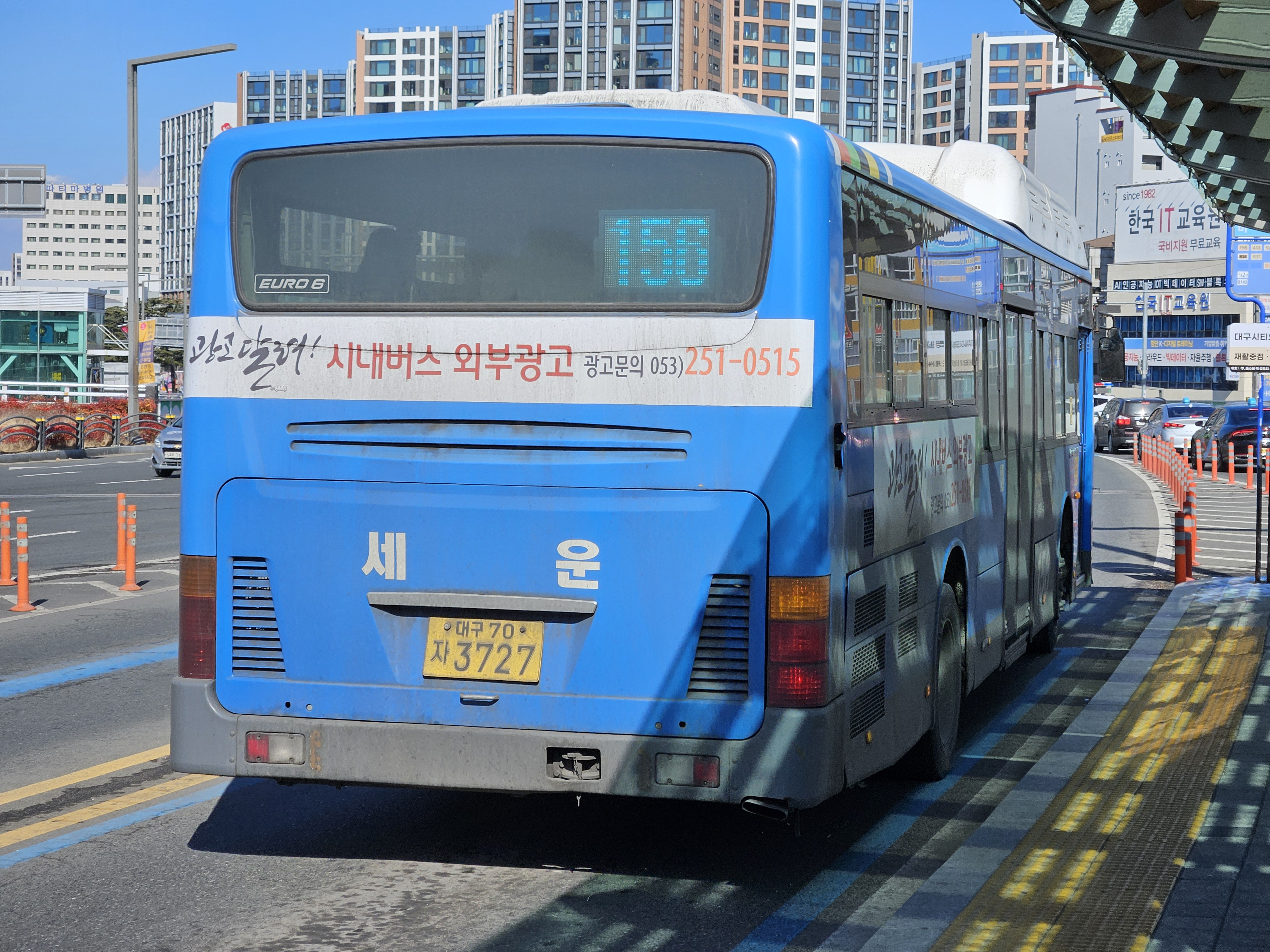
대구시내버스 156번